# Wanda Wermińska

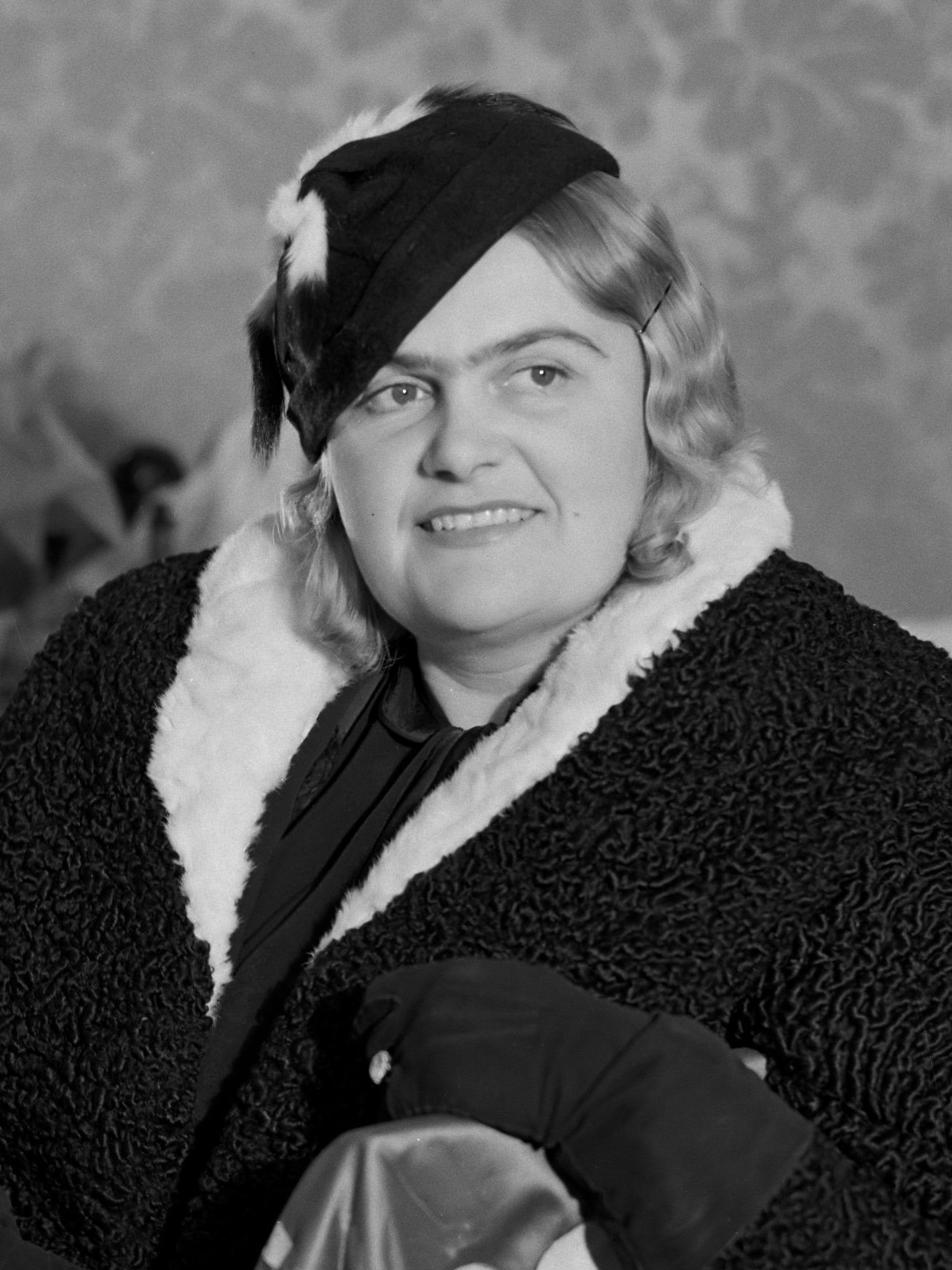
Wanda Wermińska (1934)

Wanda Wermińska (* 18. November 1900; † 30. August 1988) war eine polnische Opernsängerin (Sopran, Mezzosopran).

## Leben
Wermińska, vom Dirigenten Artur Rodziński entdeckt, debütierte 1923 mit großem Erfolg als Opernsängerin am Teatr Wielki als Amneris in Verdis Aida. Für die Rolle der Carmen in Bizets Oper nahm sie Tanzunterricht bei der Flamencotänzerin La Argentina. In Opern wie Der Troubadour, Ein Maskenball, Don Carlos, Fidelio, Le nozze di Figaro, Andrea Chénier, Lohengrin, Tannhäuser, Die Walküre und Halka übernahm sie in den 1920er Jahren mehr als vierzig Rollen im Mezzosopran- und Sopranfach.
1929 verließ Wermińska Polen und gastierte u. a. in Wien, Berlin, Bukarest, Prag, Riga, Stockholm, Kopenhagen, Mailand, Rom, Venedig, Madrid und Alexandria. In Budapest trat sie neben Fjodor Schaljapin in Faust auf, die sie zu Auftritten in Boris Godunow an mehreren europäischen Theatern einlud.
In der Zeit des Zweiten Weltkrieges lebte Wermińska in Südamerika, wo sie Engagements in Argentinien (Teatro Colón), Brasilien, Chile und Mexiko hatte, unter den Dirigenten Bruno Walter, Fritz Busch und Wilhelm Furtwängler und mit Solisten wie Kirsten Flagstad, Maria Caniglia, Fedora Barbieri, Beniamino Gigli, Lily Pons und Mario del Monaco auftrat.
1947 kehrte sie nach Polen zurück, trat dort weiterhin als Opern- und Konzertsängerin, auch im Rundfunk und Fernsehen auf und betätigte sich als Musikpädagogin. Sie genoss hohes Ansehen als „Mutter der polnischen Oper“.